# SailGP
SailGP est une compétition internationale de voile en équipages constituée de plusieurs régates monotype de type course en flotte, réparties dans le monde et utilisant des catamarans à foils de classe F50 à hautes performances.
Le 4 mai 2020, le comité d'organisation de l'épreuve annonce que les 4 dernières manches de l'édition 2020 sont reportées d'un an, en raison de la pandémie de maladie à coronavirus. Par ailleurs, la saison suivante est programmée pour débuter en avril 2021.

## Contexte
La compétition a été créée par Larry Ellison, fondateur d’Oracle et le champion de voile Russell Coutts. Leur but est d’établir un circuit de courses de voile mondial commercialement viable avec un large public. Cela avait déjà été tenté sans succès avec des séries comme les Extreme Sailing Series. Le format SailGP utilise des catamarans rapides à foils de classe F50 dans une variété d'endroits spectaculaires. Les équipes appartiennent actuellement à la structure de la compétition avec l’intention de devenir privées.

## Courses
Les bateaux F50 monotypes utilisés dans la compétition sont des bateaux de conception maintenus et exploités par SailGP. Les informations techniques sont également partagées entre les équipes, ce qui inclut de grandes quantités de données collectées à l'aide de systèmes Oracle. Cela a pour but d'empêcher les "courses aux armements" secrètes qui, selon les organisateurs, dominent la Coupe de l'America, et de veiller à ce que le résultat des courses soit déterminé par les compétences et les habiletés et non par la technologie,,.
Chaque régate se déroule comme suit : deux jours de course, avec trois courses en flotte le premier jour et deux courses en flotte le deuxième jour. À l'issue de ces cinq courses, les trois premiers équipages du classement général participent à une finale qui détermine le classement des trois premiers bateaux. L'équipe victorieuse de chaque étape remporte 10 points, la deuxième 9 points, etc. La dernière course de la saison est une course de match racing (un contre un) entre les deux premières équipes de la saison avec un prix de 1 million US $,. Le circuit a été financé pour 5 ans pour permettre à la compétition de devenir autonome.
Les courses se déroulent très près de la côte afin que les spectateurs puissent apprécier les courses à l'œil nu.

## Saisons

### Saison 1 - 2019
La compétition inaugurale a eu lieu en 2019 avec 6 équipes venues d'Australie, de Chine, de France, de Grande-Bretagne, du Japon et des États-Unis d'Amérique. La saison 2019 comprends cinq étapes se déroulant à Sydney, San Francisco, New York, Cowes et Marseille.
L’équipe australienne, dirigée par Tom Slingsby, remporte la compétition et le prix lors de la dernière course contre l’équipe japonaise, sous la direction de Nathan Outteridge. Au cours de la première saison, SailGP a attiré plus de 133 000 spectateurs en direct et une audience télévisée de 1,8 million de personnes. Les cinq courses ont eu un impact économique de 115 millions de dollars US sur les villes hôtes,,.

#### Calendrier et résultats
Le calendrier était le suivant :
- Sydney (Nouvelle-Galles du Sud) les 15 et 16 février 2019 : 1re  Tom Slingsby, 2e  Nathan Outteridge, 3e  Dylan Fletcher ;
- San Francisco (Californie) les 4 et 5 mai 2019 : 1re  Tom Slingsby, 2e  Nathan Outteridge, 3e  Dylan Fletcher ;
- New York (New York) les 21 et 23 juin 2019 : 1re  Nathan Outteridge, 2e  Tom Slingsby, 3e  Rome Kirby ;
- Cowes (Angleterre du Sud-Est) le 11 août 2019 : 1re  Tom Slingsby, 2e  Nathan Outteridge, 3e  Phil Robertson ;
- Marseille (Provence-Alpes-Côte d'Azur) la grande finale, du 20 au 22 septembre 2019 : 1re  Tom Slingsby, 2e  Nathan Outteridge.

#### Classement
| Rang | Nation                            | Pilote            |
| ---- | --------------------------------- | ----------------- |
| 1    | Australie                         | Tom Slingsby      |
| 2    | Japon                             | Nathan Outteridge |
| 3    | Chine                             | Phil Robertson    |
| 4    | Royaume-Uni / Émirats arabes unis | Dylan Fletcher    |
| 5    | France                            | Billy Besson      |
| 6    | États-Unis                        | Rome Kirby        |

### 2020
La deuxième saison débute à Sydney en février 2020. Les courses suivantes devaient avoir lieu à San Francisco, New York, Cowes et Copenhague. Deux nouvelles équipes ont rejoint le circuit en 2020, l'Espagne et le Danemark.
Après une régate disputée à Sydney et remportée par l'Australie, les autres manches de l'édition 2020 ont été annulées en raison de la Pandémie de Covid-19. La saison 2020 a été déclarée nulle et non avenue.

### Saison 2 - 2021-2022
La saison 2021 a accueilli 8 équipages venant de France, d'Espagne, de Grande Bretagne, du Danemark, d'Australie, de Nouvelle-Zélande, du Japon et des États-Unis.
Le calendrier était le suivant :
- Hamilton les 24 et 25 avril 2021 : 1re  Ben Ainslie, 2e  Tom Slingsby, 3e  Billy Besson ;
- Tarente (Pouilles) les 5 et 6 juin 2021 : 1re  Nathan Outteridge, 2e  Phil Robertson, 3e  Jimmy Spithill ;
- Plymouth (Devon) les 17 et 18 juillet 2021 : 1re  Tom Slingsby, 2e  Billy Besson, 3e  Jimmy Spithill ;
- Aarhus les 20 et 21 août 2021 : 1re  Tom Slingsby, 2e  Nathan Outteridge, 3e  Ben Ainslie ;
- Saint-Tropez (Provence-Alpes-Côte d'Azur) les 11 et 12 septembre 2021 : 1re  Nathan Outteridge, 2e  Jimmy Spithill, 3e  Phil Robertson ;
- Andalousie/Cadix les 9 et 10 octobre 2021 : 1re  Tom Slingsby, 2e  Jimmy Spithill, 3e  Ben Ainslie ;
- Sydney (Nouvelle-Galles du Sud) les 17 et 18 décembre 2021 : 1re  Tom Slingsby, 2e  Jimmy Spithill, 3e  Phil Robertson ;
- San Francisco (Californie) la grande finale, du 26 au 28 mars 2022 : 1re  Tom Slingsby, 2e  Nathan Outteridge, 3e  Jimmy Spithill.

#### Classement
| Rang | Nation                            | Pilote             |
| ---- | --------------------------------- | ------------------ |
| 1    | Australie                         | Tom Slingsby       |
| 2    | Japon                             | Nathan Outteridge  |
| 3    | États-Unis                        | Jimmy Spithill     |
| 4    | Royaume-Uni / Émirats arabes unis | Ben Ainslie        |
| 5    | Nouvelle-Zélande                  | Peter Burling      |
| 6    | Danemark (Rockwool DEN)           | Nicolai Sehested   |
| 7    | Espagne                           | Jordi Xammar       |
| 8    | France                            | Quentin Delapierre |

### Saison 3 - 2022-2023
La saison 3 accueille 9 équipages venant de France, d'Australie, du Canada, du Danemark, du Grande-Bretagne, de Nouvelle Zélande, d'Espagne, de Suisse et des États-Unis. Elle se déroule sur onze événements et la grande finale, sur plusieurs continents.

#### Équipages
Australie
,
| Marin            | Rôle                           |
| ---------------- | ------------------------------ |
| Tom Slingsby     | pilote                         |
| Kyle Langford    | régleur d'aile                 |
| Jason Waterhouse | contrôleur de vol et tacticien |
| Kinley Fowler    | contrôleur de vol et wincher   |
| Sam Newton       | wincher                        |
| Ed Powys         | wincher                        |
| Nina Curtis      | tacticien                      |
| Natasha Bryant   | tacticien                      |
| Lucy Copeland    | tacticien                      |

 France,
| Marin              | Rôle              |
| ------------------ | ----------------- |
| Quentin Delapierre | pilote            |
| François Morvan    | contrôleur de vol |
| Kévin Peponnet     | régleur d'aile    |
| Amélie Riou        | tacticien         |
| Matthieu Vandame   | wincher           |
| Olivier Herlédant  | wincher           |
| Timothé Lapauw     | wincher           |
| Manon Audinet      | tacticien         |

 Espagne,
| Marin                 | Rôle                 |
| --------------------- | -------------------- |
| Diego Botín           | pilote               |
| Joel Rodríguez        | contrôleur de vol    |
| Florian Trittel       | régleur d'aile       |
| Joan Cardona          | tacticien et wincher |
| Jake Lilley           | wincher              |
| Nicole Van Der Velden | tacticien            |
| Paula Barceló         | tacticien            |

 États-Unis
,
| Marin               | Rôle                 |
| ------------------- | -------------------- |
| Jimmy Spithill      | pilote               |
| Rome Kirby          | contrôleur de vol    |
| Hans Henken         | contrôleur de vol    |
| Paul Campbell-James | régleur d'aile       |
| Andrew Campbell     | wincher et tacticien |
| cooper Dressler     | wincher              |
| Alex Sinclair       | wincher              |
| Daniela Moroz       | tacticien            |
| CJ Perez            | tacticien            |
| Anna Weis           | tacticien            |
| Erika Reineke       | tacticien            |

 Nouvelle-Zélande,
| Marin          | Rôle              |
| -------------- | ----------------- |
| Peter Burling  | pilote            |
| Blair Tuke     | régleur d'aile    |
| Andy Maloney   | contrôleur de vol |
| Josh Junior    | wincher           |
| Marcus Hansen  | wincher           |
| Liv Mackay     | tactique          |
| Louis Sinclair | wincher           |
| Erica Dawson   | tactique          |
| Jo Aleh        | tactique          |

 Suisse
| Marin               | Rôle                 |
| ------------------- | -------------------- |
| Sébastien Schneiter | pilote               |
| Nathan Outteridge   | copilote et tactique |
| Stuart Bithell      | régleur d'aile       |
| Jason Saunders      | contrôleur de vol    |
| Eliot Merceron      | wincher              |
| Julien Henri Rolaz  | wincher              |
| Jeremy Bachelin     | wincher              |
| Laurane Mettraux    | wincher et tactique  |
| Maud Jayet          | wincher et tactique  |
| Nathalie Brugger    | wincher et tactique  |
| Will Ryan           | coach                |

 Emirates Grande-Bretagne
| Marin          | Rôle              |
| -------------- | ----------------- |
| Ben Ainslie    | pilote            |
| Hannah Mills   | tactique          |
| Luke Parkinson | contrôleur de vol |
| Iain Jensen    | régleur d'aile    |
| Neil Hunter    | wincher           |
| Nick Hutton    | wincher           |
| Matt Gotrel    | wincher           |
| Nikki Boniface | tactique          |
| Hannah Diamond | tactique          |

#### Calendrier et résultats
Le calendrier de la saison 3 est le suivant :
- Hamilton : les 14 et 15 mai 2022 : 1re  Tom Slingsby, 2e  Ben Ainslie, 3e  Phil Robertson ;
- Chicago (Illinois) les 18 et 19 juin 2022 : 1re  Tom Slingsby, 2e  Phil Robertson, 3e  Ben Ainslie ;
- Plymouth (Devon) les 30 et 31 juillet 2022 : 1re  Peter Burling, 2e  Tom Slingsby, 3e  Nicolai Sehested[26] ;
- Copenhague (Hovedstaden) les 19 et 20 août 2022 : 1re  Peter Burling, 2e  Quentin Delapierre, 3e  Nicolai Sehested[27];
- Saint-Tropez (Provence-Alpes-Côte d'Azur) les 10 et 11 septembre 2022 : 1re  Jimmy Spithill, 2e  Peter Burling, 3e  Ben Ainslie[28] ;
- Cadix (Andalousie) les 24 et 25 septembre 2022 : 1re  Quentin Delapierre, 2e  Jimmy Spithill, 3e  Tom Slingsby[29],[30] ;
- Dubaï les 12 et 13 novembre 2022 : 1re  Tom Slingsby[31], 2e  Quentin Delapierre, 3e  Ben Ainslie ;
- Singapour les 14 et 15 janvier 2023 : 1re  Peter Burling, 2e  Nicolai Sehested, 3e  Tom Slingsby ;
- Sydney (Nouvelle-Galles du Sud) le 18 février 2023 : 1re  Quentin Delapierre, 2e  Jimmy Spithill, 3e  Tom Slingsby (2e journée annulée en raison d'un événement météorologique majeur)
- Christchurch (Canterbury) les 18 et 19 mars 2023 : 1re  Phil Robertson, 2e  Peter Burling, 3e  Tom Slingsby ;
- San Francisco (Californie), grande finale le 6 et 7 mai 2023 : 1re  Tom Slingsby, 2e  Peter Burling, 3e  Ben Ainslie.

#### Classement
Le classement de la saison 3 date du 15 mai 2023.
| Rang | Nation                            | Pilote              |
| ---- | --------------------------------- | ------------------- |
| 1    | Australie                         | Tom Slingsby        |
| 2    | Nouvelle-Zélande                  | Peter Burling       |
| 3    | Royaume-Uni / Émirats arabes unis | Ben Ainslie         |
| 4    | France                            | Quentin Delapierre  |
| 5    | Canada                            | Phil Robertson      |
| 6    | Danemark (Rockwool DEN)           | Nicolai Sehested    |
| 7    | États-Unis                        | Jimmy Spithill      |
| 8    | Suisse                            | Sébastien Schneiter |
| 9    | Espagne                           | Diego Botín         |

### Saison 4 - 2023-2024[32]

#### Calendrier et résultats
La saison 4 (avec un 10e pays, l'Allemagne) est programmée sur treize événements dont la grande finale, avec les lieux et dates suivantes :
- Chicago les 16, 17 et 18 juin 2023 : 1re  Peter Burling, 2e  Tom Slingsby, 3e  Phil Robertson ;
- Los Angeles les 22 et 23 juillet 2023 : 1re  Diego Botín, 2e  Nicolai Sehested, 3e  Tom Slingsby ;
- Saint-Tropez les 9 et 10 septembre 2023 : 1re  Ben Ainslie, 2e  Tom Slingsby, 3e  Diego Botín ;
- Tarente les 23 et 24 septembre 2023 : 1re  Ben Ainslie, 2e  Tom Slingsby, 3e  Jimmy Spithill ;
- Cadix (Andalousie) les 14 et 15 octobre 2023 : 1re  Jimmy Spithill, 2e  Nicolai Sehested, 3e  Tom Slingsby ;
- Dubaï les 9 et 10 décembre 2023 : 1re  Peter Burling, 2e  Jimmy Spithill, 3e  Phil Robertson ;
- Abou Dabi les 13 et 14 janvier 2024 :  1re  Peter Burling, 2e  Diego Botin, 3e  Taylor Canfield ;
- Sydney les 24 et 25 février 2024 : 1re  Tom Slingsby, 2e  Nicolai Sehested, 3e  Nathan Outteridge ;
- Christchurch les 23 et 24 mars 2024 : 1re  Peter Burling, 2e  Quentin Delapierre, 3e  Phil Robertson ;
- Bermudes : les 4 et 5 mai 2024 : 1re  Diego Botín, 2e  Peter Burling, 3e  Tom Slingsby ;
- Halifax les 1er et 2 juin 2024 : 1re  Giles Scott, 2e  Quentin Delapierre, 3e  Nicolai Sehested ;
- New York les 22 et 23 juin 2024 : 1re  Peter Burling, 2e  Phil Robertson, 3e  Giles Scott ;
- San Francisco entre le 13 et 15 juillet 2024 pour la grande finale, voir le classement plus bas.

#### Classement
Classement de la grande finale (entre les 3 premiers de la 13ème et dernière compétition) au 14 juillet 2024.
| Rang | Nation                            | Pilote             |
| ---- | --------------------------------- | ------------------ |
| 1    | Espagne                           | Diego Botín        |
| 2    | Australie                         | Tom Slingsby       |
| 3    | Nouvelle-Zélande                  | Peter Burling      |
| 4    | Danemark (Rockwool DEN)           | Nicolai Sehested   |
| 5    | Royaume-Uni / Émirats arabes unis | Giles Scott        |
| 6    | Canada                            | Phil Robertson     |
| 7    | France                            | Quentin Delapierre |
| 8    | États-Unis                        | Taylor Canfield    |
| 9    | Allemagne                         | Erik Heil          |
| 10   | Suisse                            | Nathan Outteridge  |

### Saison 5 - 2024-2025

#### Calendrier et résultats
La saison 5 accueille deux voiliers supplémentaires (12 au total), avec le Brésil et l'Italie ; elle est programmée sur treize événements dont la grande finale, avec les lieux et dates suivantes :
1. Dubaï les 23 et 24 novembre 2024 : 1re  Peter Burling, 2e  Dylan Fletcher, 3e  Taylor Canfield ;
2. Auckland les 18 et 19 janvier 2025 : 1re  Tom Slingsby, 2e  Diego Botín, 3e  Dylan Fletcher ;
3. Sydney les 8 et 9 février 2025 : 1re  Dylan Fletcher, 2e  Giles Scott, 3e  Tom Slingsby ;
4. Los Angeles les 15 et 16 mars 2025 : 1re  Giles Scott, 2e  Peter Burling, 3e  Tom Slingsby ;
5. San Francisco les 22 et 23 mars 2025 : 1re  Diego Botín, 2e  Giles Scott, 3e  Tom Slingsby et  Quentin Delapierre ;
6. New York les 7 et 8 juin 2025 : 1re  Diego Botín, 2e  Peter Burling, 3e  Quentin Delapierre[33] ;
7. Portsmouth les 19 et 20 juillet 2025 : 1re  Peter Burling, 2e  Dylan Fletcher, 3e  Sébastien Schneiter ;
8. Sassnitz les 16 et 17 août 2025 ;
9. Saint-Tropez les 12 et 13 septembre 2025 ;
10. Genève les 20 et 21 septembre 2025 ;
11. Cadix les 4 et 5 octobre 2025 ;
12. Abou Dabi les 29 et 30 novembre 2025.

#### Classement
Classement en cours après la 7e épreuve au 20 juillet 2025.
| Rang | Nation                                 | Pilote              | Points |
| ---- | -------------------------------------- | ------------------- | ------ |
| 1    | Nouvelle-Zélande                       | Peter Burling       | 54     |
| 2    | Australie                              | Tom Slingsby        | 52     |
| 3    | Espagne                                | Diego Botín         | 51     |
| 4    | Royaume-Uni / Émirats arabes unis      | Dylan Fletcher      | 50     |
| 5    | Canada                                 | Giles Scott         | 41     |
| 6    | France                                 | Quentin Delapierre  | 37     |
| 7    | Suisse                                 | Sébastien Schneiter | 28     |
| 8    | Italie (Red Bull, Autriche)            | Ruggero Tita        | 19     |
| 9    | Danemark (Rockwool DEN)                | Nicolai Sehested    | 18     |
| 10   | Brésil (Mubadala, Émirats arabes unis) | Martine Grael       | 11     |
| 11   | Allemagne (Deutsche Bank)              | Erik Heil           | 0      |
| 12   | États-Unis                             | Taylor Canfield     | 0      |